# جيمس كارول بيكويذ
جيمس كارول بيكويذ (بالإنجليزية: James Carroll Beckwith)‏ هو فنان ورسام أمريكي، ولد في 23 سبتمبر 1852 في هانيبال في الولايات المتحدة، وتوفي في 24 أكتوبر 1917 في نيويورك في الولايات المتحدة بسبب نوبة قلبية.